# Dante Ramon Ledesma
Dante Ramon Ledesma (Río Cuarto,1952) um cantor e compositor argentino naturalizado brasileiro nascido na Provincia de Córdoba na Argentina.

## Biografia
Cantor desde os 5 anos, formou-se em Sociologia pela Universidade de Córdoba, antes de ser perseguido pela ditadura militar argentina. Jovem integrante da ONG Carismáticos, de origem católica, venceu no famoso Festival de Cosquin na categoria juvenil com a canção Memória del Che. No ano de sua naturalização, a ditadura militar argentina perseguiu todos aqueles que militavam na juventude carismática, dando-os como subversivos. Desde então, Dante Ramon, que começava a aparecer no canto popular argentino, vive no Rio Grande do Sul e em 1978, se naturalizou brasileiro. Em 1991 no Festival Acordes Cataratas de Foz do Iguaçu, foi finalista com a música “A Vitória do Trigo”. Hoje, este mesmo tema passa em seis países da Europa como a canção mais representativa para as famílias sem-terra latinoamericanas. Outra, de autoria de Fernando Alves e Humberto Zanatta, “América Latina”, que invariavelmente toca em todas as suas apresentações, é um brado à consciência crítica e união entre os povos explorados da Latino-América.
Na sua carreira artística, já constam 19 CDs gravados e 3 DVDs. Conquistou nove discos de ouro e mais de três milhões de cópias vendidas. Sua biografia consta que em mais de 30 anos de carreira, sete mil espectáculos foram realizados em todo o Brasil e América Latina.

## Discografia
- A Vitória do Trigo
- América Latina
- Años
- No me dejan jugar futbol
- Baile da minha terra
- Bibiana Sem Terra
- Canción de las simples cosas
- Com meu sul
- De corazon
- De sexta-feira e paixao
- Desgarrados
- Grito dos Livres
- Guri
- Has amado una mujer deveras
- Indio do Uruguai
- Lago Verde Azul
- Lembrancas
- Negro da Gaita
- O Ultimo Beijo
- Orelhano
- Os passaros
- Para um Regreso
- Pealo de Sangue
- Pensando longe
- Pra não Dizer que não Falei das Flores
- Romance na Tafona
- Sonhos na Calçada
- Ultima lembranca
- Um pito

## Prêmios e indicações

### Prêmio Açorianos
| Ano  | Categoria                     | Indicação                                                      | Resultado |
| ---- | ----------------------------- | -------------------------------------------------------------- | --------- |
| 2015 | Intérprete de Música Regional | Dante Ramon Ledesma                                            | Venceu    |
| 2015 | Álbum de Música Regional      | Pampa: Pátria de Todos - Ao Vivo em Caxias do Sul (com Yangos) | Indicado  |
| 2015 | DVD do Ano                    | Pampa: Pátria de Todos - Ao Vivo em Caxias do Sul (com Yangos) | Indicado  |